# Aluna
Aluna es un término que utilizan los indígenas  koguis de la Sierra Nevada de Santa Marta en Colombia, para referirse al mundo de lo no visible o espiritual, del puro pensamiento, de la pura idea. En un nivel significa pensamiento y en otro océano. Hablamos del pensamiento como un océano, como algo primordial que precede a la creación misma. Todo el cosmos, para ellos, fue creado por Aluna, el Espacio, el Ser trascendental. [cita requerida]
Los líderes espirituales de los Kogui, los "mamos" son puentes entre Aluna y el mundo material y son entrenados especialmente para ello en la oscuridad durante 9 o hasta 18 años. Según los mamas, todo lo que existe en el mundo fue primero creado en Aluna. Es decir, en palabras simples, que la realidad es creada por las personas ya sea de manera consciente o inconsciente. Si por ejemplo una persona quiere tener un hijo, debe poner ese deseo en Aluna, de esta manera y dependiendo de que tan fuerte ponga su deseo en Aluna, ese deseo se hará realidad y un nuevo hijo vendrá al mundo. De otra manera uno puede, inconscientemente, entrar a Aluna con sus pensamientos reiterativos por ejemplo, e ir creando realidades en la vida diaria de cada uno.

## Aluna utilizado en la vida diaria
Aluna puede ser utilizado para cosas menos trascendentes que tener un hijo, por ejemplo para las cosechas, la salud diaria, la búsqueda de una pareja, etc. Para los koguis estar en Aluna es estar en una especie de meditación en donde se le pide a la madre, el origen de todo. De hecho su cosmovisión comienza así:
"Primero estaba el mar. Todo estaba oscuro. No había sol, ni luna, ni gente, ni animales, ni plantas. Solo el mar estaba en todas partes. El mar era la madre. Ella era agua, era río, laguna, quebrada y mar. Así, primero sólo estaba la madre. La madre no era gente, ni nada, ni cosa alguna. Ella era Aluna. Ella era espíritu de lo que iba a venir y ella era pensamiento y memoria. Así la madre existió sólo en Aluna, en el mundo más abajo, sola." 
Gerardo Reichel-Dolmatoff recogió este mito de la creación a comienzos de la década de los cincuenta. Este antropólogo se especializó en recuperar la tradición oral de los pensadores indígenas de las selvas Colombianas; en la Sierra Nevada de Santa Marta recopiló estos mitos como parte de su interés por defender su patrimonio histórico y dar a conocer el pasado remoto de las sociedades indígenas, con las cuales convivió varios años.